# Domingo Morón
Domingo Morón (San Juan, 7 de abril de 1843-Buenos Aires, 15 de mayo de 1906) fue un político argentino que se desempeñó como gobernador de la provincia de San Juan entre 1893 y 1895, y como senador nacional por dicha provincia desde 1895 hasta su fallecimiento.

## Biografía
Nació en la ciudad de San Juan en 1843, Se desempeñó como diputado y senador provincial. Fue presidente del Partido Nacionalista de Bartolomé Mitre en San Juan.
En 1893 fue elegido gobernador de la provincia de San Juan, renunciando en 1895 al haber sido elegido senador nacional por dicha provincia. Su mandato en la gobernación fue terminado por su vicegobernador Justo Castro. Durante su gestión, en 1894 ocurrió un terremoto que afectó la casa de gobierno, trasladando su despacho a la plaza principal de San Juan para gestionar la emergencia. Ese mismo año también promulgó la ley de aguas, creándose un padrón de riego para la cuenca del río San Juan.
Fue reelegido al Senado en 1904. Falleció en Buenos Aires en 1906, en el ejercicio del cargo de senador nacional. Fue sucedido por Enrique Godoy.